# Der Würger der Welt
Der Würger der Welt ist ein deutscher Detektiv-Stummfilm aus dem Jahre 1919 von E. A. Dupont mit Max Landa in der Hauptrolle.

## Handlung
Professor Georg Melville ist ein anerkannter Medizinforscher. Bei seinen Experimenten ist er auf einen lebensgefährlichen Bazillus gestoßen, mit dem man, subkutan gespritzt, in kürzester Zeit die gesamte Menschheit ausrotten könnte. Melville selbst wird sein erstes Opfer, und sein Assistent McLean sowie seine Tochter Eugenie versuchen daraufhin, die mörderische Substanz aus dem Verkehr zu ziehen. Dann aber wird die Substanz gestohlen. Daraufhin wird der Detektiv Max Landa um Hilfe gebeten. Er versucht, die Ampulle mit dem Bazillus sicherzustellen, damit sie nicht in falsche Hände gerät. Doch die gefährlichen Gegner, Nihilisten genannt, wollen mit dem Besitz der tödlichen Waffe Chaos und Verderben über die Menschen bringen.
Bald findet ein Wettlauf um Leben und Tod zwischen dem Detektiv und dem zentralen Vertreter der Nihilisten, dem Russen Boris Alschkin, statt. Zwischen den Stühlen sitzt dessen Geliebte Sonja. Unterstützung erhält der Detektiv von seinem Gehilfen Barnes und dem Studenten Iwan Newela. Zunächst obsiegen die Nihilisten und erpressen mit ihrer tödlichen Waffe nunmehr den amerikanischen Wirtschaftsmagnaten Selkirk, der seinen unermesslichen Reichtum im Zuckerhandel gemacht hatte. Es kommt zu nervenaufreibenden Verfolgungsjagden, bei denen Landa den Schurken ihre todbringende Waffe wieder abjagen und die Welt aus dem Würgegriff des Bösen befreien kann. In einem Luftkampf Mann gegen Mann tötet der Detektiv Aleschkin.

## Produktionsnotizen
Der Würger der Welt gilt als der älteste noch erhalten gebliebene Film Duponts und spiegelt die allgemeine Sorge gegenüber den chaotischen Vorgängen im bolschewistischen, von Bürgerkriegsunruhen heimgesuchten Russland der frühen Nachkriegszeit wider. Es handelt sich um den 5. Film der Max-Landa-Detektivfilmreihe 1919/20. Er passierte die Filmzensur im Dezember 1919. In diesem Monat wurde Der Würger der Welt in Berlins Mozartsaal auch erstmals gezeigt. Der Massenstart war am 2. Januar 1920, in Österreich lief der Streifen am 14. Januar 1921 an. Der Fünfakter maß bei seiner Uraufführung 1496 Meter, nach der Neuzensurierung am 4. April 1921 wurde er unwesentlich auf 1430 Meter gekürzt.
Die Filmbauten entwarf Robert A. Dietrich.

## Kritik
„Stoff phantastisch. Photos, Spiel und Szenerie ausgezeichnet.“

„Dupont erweist sich hier als Meister des Genres: zügige Parallelmontagen sowie einer für die Zeit ganz außerordentlich flexiblen Kamera kennzeichnen seinen Stil. Eine Kamerafahrt, mit deren Hilfe die einzelnen Paare einer Abendgesellschaft bewegt ins Bild gebracht werden, gehört formal zum Feinsten, was das Kino der 10-er Jahre hervorgebracht hat.“